# 奧克尼和設德蘭 (英國國會選區)
奧克尼和設德蘭（英語：Orkney and Shetland），英國國會的一個郡選區，設立於1708年。選區包含位於蘇格蘭東北部的奧克尼群島和設德蘭群島，是全英國最北的選區。1918年前奧克尼首府柯克沃爾屬於威克自治市選區。
1950年以來當區下議院議席一直屬自由民主黨，以及它的前身自由黨。2010年大選中阿利斯泰爾·卡邁克爾以62.0%選票第二度連任。